# Green Camp, Ohio
Green Camp là một làng thuộc quận Marion, tiểu bang Ohio, Hoa Kỳ. Năm 2010, dân số của làng này là 374 người.

## Dân số
- Dân số năm 2000: 342 người.
- Dân số năm 2010: 374 người.